# Nat Boxer
Nat Boxer (Wawarsing, 22 de junho de 1925 — Rosendale, 3 de dezembro de 2009) é um sonoplasta estadunidense. Venceu o Oscar de melhor mixagem de som na edição de 1980 por Apocalypse Now, ao lado de Walter Murch, Mark Berger e Richard Beggs.